# OneShot
OneShot est un jeu vidéo de réflexion et d'aventure développé par le studio indépendant Future Cat et édité par Degica. Basé sur une version gratuite réalisée en 2014, il est sorti sur Microsoft Windows le 8 décembre 2016. Une adaptation sur console retravaillée, OneShot: World Machine Edition, est sortie sur Nintendo Switch, PlayStation 4 et Xbox One le 22 septembre 2022, et sur Steam Deck (et donc sur PC) sur Steam aux côtés de la version originale le 30 septembre 2024.
Le gameplay et l'intrigue de OneShot brisent le quatrième mur et impliquent des éléments métafictionnels. De nombreuses énigmes impliquent une interaction avec le système d'exploitation de l'ordinateur en dehors du jeu. Narrativement, le joueur est séparé du protagoniste, Niko. Ce dernier arrive dans un monde sans lumière solaire et vise à le restaurer en remplaçant son soleil, une ampoule, au sommet d'une tour.
OneShot est développé dans RPG Maker XP. Le jeu reçoit des critiques positives de la part des testeurs, qui apprécient l'histoire, l'art et les aspects métafictionnels du gameplay, y compris la relation entre le joueur et Niko. En 2017, le jeu est nommé dans la catégorie « Jeu PC de l'année » aux Golden Joystick Awards.

## Système de jeu
OneShot est un jeu d'aventure et de réflexion. Le joueur contrôle Niko, un enfant ressemblant à un chat qui est placé dans un monde inconnu sans soleil. Le jeu montre exclusivement le point de vue de Niko, employant une vue de dessus, tandis que le joueur est séparé, désigné par le nom fourni dans son compte d'utilisateur. Tout au long du jeu, le joueur peut faire dormir Niko, ce qui entraîne la fermeture du programme ; à la réouverture, une courte séquence de rêve est jouée, montrant l'ancienne vie de Niko avec sa mère,.
Le gameplay est composé d'énigmes impliquant des objets. Le joueur peut utiliser des objets à des endroits spécifiques ou les combiner pour créer un nouvel objet. Le joueur rencontre des ordinateurs, qui signalent que le joueur doit trouver du contenu en dehors du jeu, y compris dans le système de fichiers. Ceux-ci peuvent également conduire à interagir avec le système d'exploitation du joueur d'autres manières, notamment en déplaçant la fenêtre du jeu hors de l'écran, en imitant le développement d'un film, ou en changeant le fond d'écran. En raison de ces concepts, les instructions du jeu recommandent de jouer en mode fenêtre plutôt qu'en plein écran. La version conçue pour les consoles, OneShot: World Machine Edition, utilise un système d'exploitation simulé qui permet aux joueurs d'interagir avec le jeu comme ils le feraient avec un ordinateur.

## Accueil
Selon le site web agrégateur de critiques Metacritic, la version Microsoft Windows de OneShot reçoit des « critiques généralement favorables », avec un score de 80 sur 100 basé sur huit critiques, tandis que l'édition World Machine publiée pour la Nintendo Switch reçoit une « acclamation universelle », avec un score de 92 sur 100 sur la base de cinq critiques. Le jeu obtient un taux d'approbation de 93 % sur OpenCritic basé sur 16 critiques.